# Кохвакка, Эркки
Эркки Кохвакка (фин. Erkki Kohvakka, 2 июля 1937, Кангасниеми, Финляндия) — финский спортсмен-ориентировщик, победитель второго чемпионата Европы по спортивному ориентированию.
Эркки Кохвакка был одним из сильнейших ориентировщиков Финляндии начала 60-х годов. В 1962 году на первом чемпионате Европы в Норвегии представлял сборную Финляндии. Индивидуальную дистанцию Эркки Кохвакка пробежал с пятым временем, показав лучшее время среди финнов, лучше прошли дистанцию только шведы и хозяин первенства норвежец Магне Люстад, который и стал первым чемпионом Европы. Эстафета на первом европейском первенстве проводилась вне официальной программы. Сборная Финляндии, в составе которой выступал Эркки Кохвакка, заняла первое место. На втором чемпионате Европы, проходившем в Швейцарии в 1964 году, Кохвакка завоевал две золотые медали — в индивидуальном зачете и в эстафете.
На третьем конгрессе ИОФ, который состоялся в Болгарии в 1965 году, было принято решение вместо чемпионата Европы проводить чемпионаты мира (проведение чемпионатов Европы было возобновлено только в 2000 году). Первый чемпионат мира был проведен в Финляндии. Эркки Кохвакка на индивидуальной дистанции показал 11 время, а в эстафете команда Финляндии в составе Эркки Кохвакка, Рольф Коскинен, Юхани Салменкюля и Аймо Тепселль заняла второе место, уступив сборной Швеции.